# Christiane Krause
Christiane Krause   (Berlín, 14 de desembre de 1950) és una atleta alemanya, ja retirada, especialista en curses de velocitat, que va competir durant la dècada de 1970 sota bandera de la República Federal Alemanya.
El 1972 va prendre part en els Jocs Olímpics d'Estiu de Roma on va disputar dues proves del programa d'atletisme. Formant equip amb Ingrid Becker, Annegret Richter i Heide Rosendahl va guanyar la medalla d'or en la prova del 4x100 metres, mentre en els 200 metres quedà eliminada en semifinals. En la final dels 4x100 metres aconseguí millorar el rècord del món.
En el seu palmarès també destaca una medalla d'or al Campionat d'Europa en pista coberta de 1973 i el campionat nacional en pista coberta dels 200 metres.

## Millors marques
- 100 metres. 11,45" (1972)
- 200 metres. 23,17" (1972)[1][2]